# Клімат Угорщини

Кліматичні пояси Угорщини за класифікацією Кеппена

Клімат Угорщини — помірно континентальний, що характеризується географічним розташуванням країни. Угорщина розташована в західній частині Центральної Європи і має, приблизно, однакову відстань до Північного полюсу та екватору (понад 1000 км), а також знаходиться десь так за 1000 км від Атлантичного океану. Відстань від угорського кордону до найближчого морського узбережжя Средземномор'я становить 500 км. Клімат сформувався в результаті екологічних змін в епоху голоцена і є результатом зіткнення континентального, океанічного і середземноморського кліматів. Внаслідок цього погода в Угорщині дуже мінлива.

## Фактори впливу
Найважливішими факторами впливу на угорський клімат є відстань від Атлантики і пререважаючі західні вітри, які приносять сильні проливні дощі. При цьому в Угорщині клімат не є різко континентальним, як в Східній Європі та Росії зокрема. Також свій вплив має Тисо-Дунайська низовина, в якій розташована Угорщина, а саме оточуючі її гори — Карпати та Альпи. Тому просування холодних атмосферних фронтів сповільнюється, а характер переважаючих вітрів наближається до традиційних фенів.
На погоду і клімат Угорщини впливають два найбільших атмосферних вихора: Ісландський циклон і Азорський антициклон. Перший приносить в країну похолодання і дощі, знижуючи атмосферний тиск. Другий, навпаки, робить погоду сухою і сонячною (переважно взимку і влітку) Але, крім цього, сезонний вплив має Азійський антициклон, який взимку приносить холодне повітря із Сибіру і Східної Європи.

### Поверхня
Поверхня землі і гідрологія всієї країни впливають на клімат: на макрокліматі це позначається не так значно, як на мезо- і мікрокліматі. Хорошим прикладом є мікроклімат околиць великих озер (наприклад, озеро Балатон). Пісковики, доломітові пагорби і пагорби, які оточують Буду також впливають на мезо- і мікроклімат. Різниця висот складає від 400 до 900 м на рівнині Альфельд.

## Інсоляція
Інсоляція, як один із кліматичних показників, вказує на кількість сонячної радіації (в калоріях), яка потрапляє певну територію за певний час. Щорічна щільність розподілу тепла в Угорщині коливається від 80 до 110 ккал/см² (в середньому до 70 ккал/см² за літо і 20 ккал/см² за зиму). Даний показник також залежить ще й від довготи (60-70 ккал/см² на заході і 100—110 ккал/см² на пд-сході).
Всередньому кількість сонячних годин становить 1700—2100 год/рік (1700 в Шопроні, 2068 в Сегеді). Максимум досягається в липні. Середнє число сонячних днів коливається від 70 до 190 на рік, частка сонячних годин в день становить 46 %.
Різниця між найпівнічнішою і найпівденнішою паралелями Угорщини становить лише 3°, кут падіння сонячних променів за рік між мінімальним і максимальним відрізняється також на 3°.

## Температура
Середня температура в Угорщині вище на 2,5°, ніж в Австрії (січень від -1 °C до -5 °C, липень від +17 °C до +19 °C), завдяки південним вітрам зі сторони Альп, які починаються ще в Гольфстримі (різниця ця нівелюється на сході). Середньорічна температура — від 8 до 11 °C. Різниця між середньорічною на півночі та півдні складає лише 3 °C, що пов'язано з невеликою площею країни, але розрив між мінімальною зимовою і максимальною літньою температурами значно більший.

### Сільське господарство
Літня температура ідеально підходить для вирощування сільськогосподарських культур, проте, серйозної шкоди врожаю можуть завдати похолодання в травні. Річний діапазон температури ґрунту може перевищувати 100 °C, на глибині 20 м від поверхні це коливання припиняється, температура стабілізується до 11 °C. Середня глибина поверхневих заморозків становить 25-35 см.

## Вітер
На вітер впливають швидкість, напрям і процес руху повітряних мас. На висоті 4000 м переважає західний напрям, ближче до поверхні — пн-західний, але на схід від річки Тиса дмуть північні вітри. За шкалою Бофорта сила вітру коливається в середньому від 1,5 до 2,5 балів (2-3 м/с).

## Опади
Середньорічна кількість опадів становить 600 мм. Найпосушливіша частина країни — схід (500 мм в Хортобаді). Максимальна кількість дощів випадає на заході (до 1000 мм в рік). Більша частина опадів випадає пізньою весною і раннім літом, на південному заході другий максимум випадіння опадів припадає на жовтень у зв'язку з впливом середземноморського клімату. На пд-заході кількість дощових днів перевищує 100, як в горах Матра і Бюкк, але в центрі течії Тиси не перевищує 80 днів. Через сильне випаровування і невелику кількість опадів на рівнині Альфельд влітку досить спекотно.
Влітку йдуть грозові дощі, в тому числі і з градом. З кінця листопада до початку березня випадає сніг. Найтонший шар снігу близько 4см (випадає на сході рівнини Альфельд).
В країні бувають часті тумани і повені, особливо з боку Карпат.

## Вологість повітря
Вологість повітря досягає 75 % на західному кордоні Угорщини; влітку вона зазвичай вища, ніж взимку. В середньому випаровується 7,4 г/м³ води при гідростатичному тиску 7,3 мм.